# Lenora Crichlow
Lenora Isabella Crichlow (Westminster, 4 de enero de 1985) es una actriz británica, conocida por su papel de Annie Sawyer en la serie de vampiros de la BBC Being Human, entre otros papeles televisivos.

## Carrera
Estudió drama en la Universidad de Sussex y se graduó en la escuela londinense Young Blood Theatre Company.
Debutó en el telefilme Bella and the Boys (2004) y poco después apareció en numerosas producciones, como The Bill y Doctor Who. Su primer papel importante fue en Sugar Rush, basada en una novela de Julie Burchill.
De 2009 a 2012, interpretó a Annie Sawyer en la serie de vampiros Being Human. Actuó en las películas Wilderness (2006), Fast Girls (2012) y The Late Bloomer (2016).

## Filmografía

### Películas
| Año  | Título           | Personaje      | Notas |
| ---- | ---------------- | -------------- | ----- |
| 2006 | Wilderness       | Mandy          |       |
| 2007 | The Beloved Ones | Maureen        |       |
| 2012 | Fast Girls       | Shania Andrews |       |
| 2014 | Electricity      | Mel            |       |
| 2016 | The Late Bloomer | Nikki          |       |

### Televisión
| Año       | Título                        | Personaje              | Notas                                 |
| --------- | ----------------------------- | ---------------------- | ------------------------------------- |
| 2004      | Bella and the Boys            | Stacy                  | Película para televisión              |
| 2004      | The Bill                      | Shirley Moss           | Serie de televisión, 12 episodios     |
| 2005      | Casualty                      | Linda Surrey           | Episodio: "Truth, Lies and Videotape" |
| 2005–2006 | Sugar Rush                    | Maria "Sugar" Sweet    | Serie de televisión, 20 episodios     |
| 2007      | Doctor Who                    | Cheen                  | Episodio: "Gridlock"                  |
| 2008      | Kiss of Death                 | Jude Whiley            | Película para televisión              |
| 2008      | The Things I Haven't Told You | Miss Baker             | Película para televisión              |
| 2008      | Casualty                      | Michelle               | Episodio: "There and Back Again"      |
| 2009–2012 | Being Human                   | Annie Sawyer           | Serie de televisión, 30 episodios     |
| 2009      | Collision                     | Alice Jackson          | Serie de televisión, 3 episodios      |
| 2010      | Material Girl                 | Ali Redcliffe          | Serie de televisión, 6 episodios      |
| 2011      | Crimen en el paraíso          | Lily Thomson           | Episodio: "1"                         |
| 2012      | Inspector George Gently       | Carol Morford          | Episodio: "Gently Northern Soul"      |
| 2012      | Doors Open                    | Laura Stanton          | Película para televisión              |
| 2013      | Burton & Taylor'              | Laura Stanton          | Película para televisión              |
| 2013      | Black Mirror                  | Victoria Skillane      | Episodio: "White Bear"                |
| 2013–2014 | Back in the Game              | Gigi Fernandez-Lovette | Serie de televisión, 12 episodios     |
| 2014–2015 | A to Z                        | Stephie Bennett        | Serie de televisión, 13 episodios     |
| 2016      | Suspects                      | DS Alicia Brooks       | Serie de televisión, 6 episodios      |
| 2017      | Flaked                        | Rosa                   | Serie de televisión, 5 episodios      |
| 2018      | Deception                     | Dina Clark             |                                       |